# Parademoni
(Tipico grido di battaglia dei Parademoni)
I Parademoni (Parademons) sono dei personaggi dei fumetti creati da Jack Kirby nel 1971 e pubblicati dalla DC Comics.

## Storia
Apparsi per la prima volta su New Gods n. 1 (febbraio-marzo 1971), i Parademoni rappresentano le truppe utilizzate dal potente e malvagio Darkseid per difendere e mantenere l'ordine su Apokolips.
Molto fedeli al loro Signore ma non intelligenti, i Parademoni sono dotati di armature, apparecchiature per volare e potenti armi usate per reprimere la popolazione alla tirannia di Darkseid. La loro vera forza risiede nel loro numero, che raggiunge le migliaia di unità: quando agiscono insieme possono sovrastare anche gli eroi più resistenti. Sono scelti tra i più sociopatici e crudeli abitanti del pianeta e vengono addestrati al combattimento. Vengono di solito accompagnati da cani giganteschi.
Tra le abilità più spiccate dei Parademoni ci sono forza sviluppata e un'elevata tolleranza del dolore (oltre alla capacità di volare datagli dall'aliante della loro armatura).

## Parademoni celebri
- 3g4
- Colonnello Harrendous
- Mike
- Pharzoof
- Topkick

## Altri media

### Televisione
- Nella stagione finale (1985-1986) della serie animata I Superamici, doppiati da Frank Welker, dove venivano chiamati "para-drones" per non usare la parola "demoni".
- In alcuni episodi della serie animata Superman, in particolare nella storia in due parti Apokolips... Now.
- Negli episodi finali (Il sopravvissuto e Il distruttore) della serie animata Justice League Unlimited.
- Nel videogioco Justice League Heroes, in cui il giocatore combatte contro i Parademoni nel livello precedente alla battaglia finale contro Darkseid.

### Cinema
- In Batman v Superman: Dawn of Justice i Parademoni compaiono durante una sequenza onirica di Batman ambientata in un ipotetico futuro distopico.
- Nel quinto capitolo cinematografico del DC Extended Universe, Justice League, e nel film Zack Snyder's Justice League, i Parademoni invadono la Terra al servizio di Steppenwolf, che li ha creati partendo dai suoi nemici che l'affrontarono in battaglia sulla Terra migliaia di anni fa (Amazzoni, Atlantidei, Umani e Lanterne Verdi).